# Rubén Sobrino
Rubén Sobrino Pozuelo (Daimiel, 1º giugno 1992) è un calciatore spagnolo, attaccante del Cadice.

## Carriera

### Club

#### Giovanili e vari prestiti
Cresciuto nelle giovanili del Real Madrid e passato anche per le trafile del Manchester City senza mai, però, decollare tecnicamente, Sobrino fa un po' di esperienza nei club spagnoli del Ponferradina, Girona e Alavés (contribuendo a promuovere quest'ultimo nella Liga).

#### Valencia e Cadice
Nella sessione di mercato invernale del 2019 viene acquistato definitivamente dal Valencia che lo fa debuttare dal primo minuto nel match valido per l'andata dei sedicesimi di finale dell'Europa League 2018-2019 sul campo del Celtic: Sobrino realizza l'assist per l'1-0 di Denis Čeryšev e segna, al 49º minuto, la rete del definitivo 2-0 per gli spagnoli. 3 giorni dopo debutta in campionato, anche questa volta dal primo minuto, nel match interno contro l'Espanyol pareggiato 0-0.
Il 1º febbraio 2021 viene ceduto in prestito al Cadice.
Il 30 agosto 2021 fa ritorno al Cadice, questa volta a titolo definitivo.